# Alexander Isak
Alexander Isak (phát âm tiếng Thụy Điển: [alɛkˈsanːdɛr ˈiːsak], sinh ngày 21 tháng 9 năm 1999) là một cầu thủ bóng đá chuyên nghiệp người Thụy Điển hiện đang thi đấu ở vị trí tiền đạo cho câu lạc bộ bóng đá Newcastle United tại Premier League và Đội tuyển bóng đá quốc gia Thụy Điển.
Sinh ra và lớn lên tại Solna, Thụy Điển, Isak bắt đầu sự nghiệp cầu thủ chuyên nghiệp của mình với câu lạc bộ thời thơ ấu AIK vào năm 2016. Sau đó, anh sang Đức để chơi cho câu lạc bộ Borussia Dortmund và được cho mượn ở Hà Lan cho câu lạc bộ Willem II trước khi ký hợp đồng với Real Sociedad vào năm 2019. Năm 2022, anh ký hợp đồng với Newcastle United với mức phí kỷ lục của câu lạc bộ.
Kể từ lần đầu tiên khoác áo đội tuyển bóng đá quốc gia Thụy Điển chính thức từ năm 2017, Isak đã có 50 lần khoác áo đội tuyển quốc gia và đại diện cho đội tại UEFA Euro 2020. Anh là cầu thủ trẻ nhất ghi bàn cho cả AIK và đội tuyển quốc gia Thụy Điển.

## Thiếu thời
Isak sinh ngày 21 tháng 9 năm 1999 tại Solna, Thụy Điển, trong gia đình có cha mẹ là người Eritrea. Cha anh, Teame, là một thầy giáo và ông đã cùng mẹ anh rời khỏi Eritrea chìm trong cuộc nội chiến vào những năm 1980. Anh lớn lên tại đô thị Solna, ở trung tâm hạt Stockholm.  Anh bắt đầu chơi cho đội trẻ của AIK, một trong những câu lạc bộ Allsvenskan lớn nhất trong khu vực, đội mà anh ủng hộ, khi mới sáu tuổi.

## Sự nghiệp quốc tế
Isak chơi cho các đội tuyển trẻ quốc gia Thụy Điển ở các hạng mục U-16 đến U-21. Anh được triệu tập vào đội tuyển quốc gia Thụy Điển cho các trận giao hữu với Bờ Biển Ngà vào ngày 8 tháng 1 năm 2017 và Slovakia vào ngày 12 tháng 1. Anh ra mắt khi vào sân thay Per Frick ở phút thứ 62 trong trận thua 1–2 trước Bờ Biển Ngà. Anh ghi bàn thắng đầu tiên trong lần góp mặt trên đội hình xuất phát trong trận chiến thắng 6–0 với Slovakia ở phút thứ 19 và trở thành cầu thủ ghi bàn trẻ nhất trong lịch sử đội tuyển quốc gia Thụy Điển.
Vào ngày 23 tháng 3 năm 2019, Isak có lần đầu tiên ra sân tại một trận đấu chính thức cho Thụy Điển khi anh thay thế Robin Quaison ở phút thứ 88 trong trận Thụy Điển giành chiến thắng 2–1 trước România tại vòng loại UEFA Euro 2020.
Isak ghi bàn thắng đầu tiên cho Thụy Điển vào ngày 7 tháng 6 năm 2019 để giúp Thụy Điển đánh bại Malta với tỷ số 3–0 trong trận đấu vòng loại UEFA Euro 2020 tại Friends Arena ở Stockholm, Thụy Điển.
Isak được triệu tập cho đội tuyển quốc gia Thụy Điển tại một giải đấu lớn đầu tiên khi anh có tên trong đội hình 26 người của Thụy Điển tham dự UEFA Euro 2020.

## Phong cách chơi
Isak được mô tả là một "tiền đạo hiện đại thực thụ", có khả năng không chiến với vóc dáng cao 1,92 m với tốc độ và kỹ năng đáng chú ý với trái bóng dưới chân. Những điều đó cho phép anh luồn lách qua những không gian hẹp và đánh bại các hậu vệ. Sự điềm tĩnh của Isak, các cơ hội ghi bàn bằng cả hai chân cũng như khả năng liên kết và chuyền bóng của anh cũng được ghi nhận. Điều đó cho phép các đồng đội anh tham gia tấn công. Isak thể hiện khả năng định vị và di chuyển thông minh ở phần ba tấn công của sân, khiến các hậu vệ đối phương khó theo kèm, mở ra không gian cho bản thân và các đồng đội khi chạy vào sau hàng phòng ngự. Khi không có bóng, tỷ lệ làm việc và khả năng định vị phòng ngự của Isak cũng được nhấn mạnh là những đặc điểm chính trong lối chơi toàn diện của anh. Isak đã được sử dụng như một tiền đạo đơn, một cầu thủ chạy cánh trái trong đội hình hai người. Trong những tình huống đó, anh sử dụng sức mạnh của mình để giữ bóng ở vai trò trước trong khi sử dụng tốc độ của mình để khai thác khoảng trống trong hàng phòng ngự của đối phương từ phía sau.

## Thống kê sự nghiệp

### Câu lạc bộ
Tính đến 7 tháng 1 năm 2025
| Câu lạc bộ           | Mùa giải            | Giải đấu            | Giải đấu | Giải đấu | Cúp quốc gia | Cúp quốc gia | Cúp Liên đoàn | Cúp Liên đoàn | Châu lục | Châu lục | Khác | Khác | Tổng cộng | Tổng cộng |
| Câu lạc bộ           | Mùa giải            | Hạng đấu            | Trận     | Bàn      | Trận         | Bàn          | Trận          | Bàn           | Trận     | Bàn      | Trận | Bàn  | Trận      | Bàn       |
| -------------------- | ------------------- | ------------------- | -------- | -------- | ------------ | ------------ | ------------- | ------------- | -------- | -------- | ---- | ---- | --------- | --------- |
| AIK                  | 2016                | Allsvenskan         | 24       | 10       | 2            | 3            | —             | —             | 3        | 0        | —    | —    | 29        | 13        |
| Borussia Dortmund II | 2016–17             | Regionalliga West   | 1        | 0        | —            | —            | —             | —             | —        | —        | —    | —    | 1         | 0         |
| Borussia Dortmund II | 2018–19             | Regionalliga West   | 11       | 5        | —            | —            | —             | —             | —        | —        | —    | —    | 11        | 5         |
| Borussia Dortmund II | Tổng cộng           | Tổng cộng           | 12       | 5        | —            | —            | —             | —             | —        | —        | —    | —    | 12        | 5         |
| Borussia Dortmund    | 2016–17             | Bundesliga          | 0        | 0        | 1            | 0            | —             | —             | 0        | 0        | 0    | 0    | 1         | 0         |
| Borussia Dortmund    | 2017–18             | Bundesliga          | 5        | 0        | 3            | 1            | —             | —             | 4        | 0        | 0    | 0    | 12        | 1         |
| Borussia Dortmund    | Tổng cộng           | Tổng cộng           | 5        | 0        | 4            | 1            | —             | —             | 4        | 0        | 0    | 0    | 13        | 1         |
| Willem II (mượn)     | 2018–19             | Eredivisie          | 16       | 13       | 2            | 1            | —             | —             | —        | —        | —    | —    | 18        | 14        |
| Real Sociedad        | 2019–20             | La Liga             | 37       | 9        | 8            | 7            | —             | —             | —        | —        | —    | —    | 45        | 16        |
| Real Sociedad        | 2020–21             | La Liga             | 34       | 17       | 1            | 0            | —             | —             | 8        | 0        | 1    | 0    | 44        | 17        |
| Real Sociedad        | 2021–22             | La Liga             | 32       | 6        | 3            | 1            | —             | —             | 6        | 3        | —    | —    | 41        | 10        |
| Real Sociedad        | 2022–23             | La Liga             | 2        | 1        | —            | —            | —             | —             | —        | —        | —    | —    | 2         | 1         |
| Real Sociedad        | Tổng cộng           | Tổng cộng           | 105      | 33       | 12           | 8            | —             | —             | 14       | 3        | 1    | 0    | 132       | 44        |
| Newcastle United     | 2022–23             | Premier League      | 22       | 10       | 1            | 0            | 4             | 0             | —        | —        | —    | —    | 27        | 10        |
| Newcastle United     | 2023–24             | Premier League      | 30       | 21       | 4            | 2            | 1             | 1             | 5        | 1        | —    | —    | 40        | 25        |
| Newcastle United     | 2024–25             | Premier League      | 18       | 13       | 0            | 0            | 4             | 2             | —        | —        | —    | —    | 22        | 15        |
| Newcastle United     | Tổng cộng           | Tổng cộng           | 70       | 44       | 5            | 2            | 9             | 3             | 5        | 1        | —    | —    | 89        | 50        |
| Tổng cộng sự nghiệp  | Tổng cộng sự nghiệp | Tổng cộng sự nghiệp | 232      | 105      | 25           | 15           | 8             | 2             | 27       | 5        | 1    | 0    | 292       | 127       |

1. ↑  Bao gồm Svenska Cupen, DFB-Pokal, KNVB Cup, Copa del Rey và FA Cup
2. ↑  Bao gồm EFL Cup
3. 1 2 3  Ra sân tại UEFA Europa League
4. ↑  Một lần ra sân tại UEFA Champions League, ba lần ra sân tại UEFA Europa League
5. ↑  Bao gồm lần ra sân tại Chung kết Cúp Nhà vua Tây Ban Nha 2020 (được tổ chức vào năm 2021)
6. ↑  Ra sân tại Supercopa de España
7. ↑  Ra sân tại UEFA Champions League

### Quốc tế
Tính đến 19 tháng 11 năm 2024
| Đội tuyển quốc gia | Năm       | Trận | Bàn |
| ------------------ | --------- | ---- | --- |
| Thụy Điển          | 2017      | 2    | 1   |
| Thụy Điển          | 2018      | 0    | 0   |
| Thụy Điển          | 2019      | 10   | 3   |
| Thụy Điển          | 2020      | 6    | 1   |
| Thụy Điển          | 2021      | 14   | 4   |
| Thụy Điển          | 2022      | 5    | 0   |
| Thụy Điển          | 2023      | 5    | 1   |
| Thụy Điển          | 2024      | 8    | 5   |
| Tổng cộng          | Tổng cộng | 50   | 15  |

#### Danh sách bàn thắng quốc tế
Tính đến 19 tháng 11 năm 2024
Tỷ số và kết quả liệt kê bàn thắng của Thụy Điển được để trước, cột tỷ số cho biết tỷ số sau mỗi bàn thắng của Isak.
| #  | Ngày                 | Địa điểm                                                              | Đối thủ        | Bàn thắng | Kết quả | Giải đấu                                 |
| -- | -------------------- | --------------------------------------------------------------------- | -------------- | --------- | ------- | ---------------------------------------- |
| 1  | 12 tháng 1 năm 2017  | Sân vận động Quân sự, Abu Dhabi, Các Tiểu vương quốc Ả Rập Thống nhất | Slovakia       | 1–0       | 6–0     | Giao hữu                                 |
| 2  | 7 tháng 6 năm 2019   | Friends Arena, Solna, Thụy Điển                                       | Malta          | 3–0       | 3–0     | Vòng loại UEFA Euro 2020                 |
| 3  | 5 tháng 9 năm 2019   | Tórsvøllur, Tórshavn, Quần đảo Faroe                                  | Quần đảo Faroe | 1–0       | 4–0     | Vòng loại UEFA Euro 2020                 |
| 4  | 5 tháng 9 năm 2019   | Tórsvøllur, Tórshavn, Quần đảo Faroe                                  | Quần đảo Faroe | 2–0       | 4–0     | Vòng loại UEFA Euro 2020                 |
| 5  | 8 tháng 10 năm 2020  | VEB Arena, Moskva, Nga                                                | Nga            | 1–0       | 2–1     | Giao hữu                                 |
| 6  | 28 tháng 3 năm 2021  | Sân vận động Fadil Vokrri, Priština, Kosovo                           | Kosovo         | 2–0       | 3–0     | Vòng loại FIFA World Cup 2022            |
| 7  | 2 tháng 10 năm 2021  | Friends Arena, Solna, Thụy Điển                                       | Tây Ban Nha    | 1–1       | 2–1     | Vòng loại FIFA World Cup 2022            |
| 8  | 9 tháng 10 năm 2021  | Friends Arena, Solna, Thụy Điển                                       | Kosovo         | 2–0       | 3–0     | Vòng loại FIFA World Cup 2022            |
| 9  | 12 tháng 10 năm 2021 | Friends Arena, Solna, Thụy Điển                                       | Hy Lạp         | 2–0       | 2–0     | Vòng loại FIFA World Cup 2022            |
| 10 | 9 tháng 9 năm 2023   | Sân vận động Lilleküla, Tallinn, Estonia                              | Estonia        | 3–0       | 5–0     | Vòng loại UEFA Euro 2024                 |
| 11 | 5 tháng 6 năm 2024   | Sân vận động Parken, Copenhagen, Đan Mạch                             | Đan Mạch       | 1–1       | 1–2     | Giao hữu                                 |
| 12 | 5 tháng 9 năm 2024   | Sân vận động Cộng hòa Tofiq Bahramov, Baku, Azerbaijan                | Azerbaijan     | 1–0       | 3–1     | UEFA Nations League 2024–25 (hạng đấu C) |
| 13 | 5 tháng 9 năm 2024   | Sân vận động Cộng hòa Tofiq Bahramov, Baku, Azerbaijan                | Azerbaijan     | 2–0       | 3–1     | UEFA Nations League 2024–25 (hạng đấu C) |
| 14 | 8 tháng 9 năm 2024   | Strawberry Arena, Solna, Thụy Điển                                    | Estonia        | 2–0       | 3–0     | UEFA Nations League 2024–25 (hạng đấu C) |
| 15 | 16 tháng 11 năm 2024 | Strawberry Arena, Solna, Thụy Điển                                    | Slovakia       | 2–1       | 2–1     | UEFA Nations League 2024–25 (hạng đấu C) |

## Danh hiệu

### Câu lạc bộ
Borussia Dortmund
- DFB-Pokal: 2016–17

Real Sociedad
- Copa del Rey: 2019–20

Newcastle United
- EFL Cup: 2024–25;[9] á quân: 2022–23[10]

### Cá nhân
- Tân binh Allsvenskan xuất sắc nhất năm: 2016
- Vua phá lưới Copa del Rey: 2019–20
- Cầu thủ tài năng Eredivisie xuất sắc nhất tháng: Tháng 3 năm 2019
- Tiền đạo Fotbollsgalan xuất sắc nhất năm: 2021
- Cầu thủ Ngoại hạng Anh xuất sắc nhất tháng: Tháng 12 năm 2024
- Bàn thắng đẹp nhất tháng Giải bóng đá Ngoại Hạng Anh: Tháng 12 năm 2024